# Rosana Antolí
Rosana Antolí Gisbert (Alcoi, 1981) és una artista i activista que explora les interseccions entre art, política i estils de vida, amb una voluntat de resistència davant les imposicions socials de comportament.
És llicenciada en Belles Arts per la Universitat Politècnica de València i màster en Performance pel Royal College of Art de Londres. En els darrers anys ha exposat el seu treball en institucions i museus nacionals i internacionals com ha exposat en Madrid amb el títol Una edad de Oro: Pulso, pálpito,deriva, a la Sala Centro Centro (Espanya, 2019), a la Tate Modern (Regnet Unit, 2019), the RYDER (Regnet Unit, 2019), Faye G., Jo, and James Stone Gallery de la Universitat de Boston (Estats Units, 2018), Centre Pompidou (Espanya, 2018), ARTIUM de Vitòria (Espanya, 2019), DA2 (Espanya, 2018), Zabludowicz Collection (Regnet Unit, 2017), Fundació BBVA (Espanya, 2017), Fundació Joan Miró (Espanya, 2016) i el CA2M (Espanya, 2012). Ha sigut membre de la Real Societat Britànica d'Esculptores en Londres, Regnet Unit (2015-2018) i és Consellera Internacional de l'Institut de Coreografía Social.
Josée Bienvenu Gallery (Nova York, EUA, 2016), Herbert Read Gallery – UCA (Canterbury, Regne Unit, 2015), Museo ABC (Madrid, 2015), Ryder Projects (Londres, Regne Unit, 2015), Pieroggi Gallery (Nova York, EUA, 2015), MUA (Alacant, 2015), CCEC (Córdoba, Argentina, 2014), Museu de Delft (Països Baixos, 2014), DA2 (Salamanca, 2014), Casal Solleric (Palma, 2013) o CA2M (Móstoles, 2012). Els seus treballs han estat reconeguts, entre d'altres, amb el Royal British Society of Sculptors Bursary Award (Londres, 2015), el Gasworks International Fellowship (Regne Unit-Colòmbia, 2015), el Premi Nacional de Videoart BBVA (Espanya, 2015), l'International Emerging Artist Award (Dubai, 2014) i el Premi Pilar Juncosa i Sotheby (Espanya, 2012).
El 2016 va fer una intervenció a l'Espai 13 de la Fundació Joan Miró, comissariada per Martí Manen. Una proposta on l'artista defuig el plantejament expositiu convencional per presentar un treball híbrid sobre la possibilitat de moure's de forma contínua en el context social, en què el dibuix mecanitzat, la instal·lació, el vídeo i l'acció dialoguen en clau coreogràfica.

## Premis[calcitació]
Premi de vídeo LOOP, 2017
Premi Nacional Generacions, 2017
Premi de la Real Societat Britànica d'Escultors, 2015

## Beques[calcitació]
Beca MULTIVERSO a la Creació en Videoart, 2015, de la Fundació BBVA.
Beca Internacional de Gasworks, 2015